# سلوك العمل
السلوك الوظيفي هو تفاعل سلوك الفرد مع نظام العمل داخل المنشأة عن طريق تقبل نظام العمل كما هو لا كما يحب ان يكون. فهو مجموعة من الافعال والتصرفات والتغيرات وغير ذلك من الانشطة التي يمارسها الإنسان داخل المنظمة بقصد تحقيق حاجاته ورغباته.
يمكن وضع الإطار المفاهيمي للسلوك الوظيفي العام بطريقتين: إما الرضا الوظيفي العاطفي الذي يشكل الشعور الشخصي العام أو العالمي عن الوظيفة، أومزيج مركب من التقييمات المعرفية الموضوعية لاوجه وظيفة محددة، مثل الأجور، والظروف والفرص والجوانب الأخرى لشغل وظيفة معينة. ومنه ظهرت ثلاث مصطلحات مرتبطه به وهي:
- السلوك التنظيمي: يهتم بتفسير سلوك الموظف أيا كان موقعه داخل المنظمة التي يعمل بها وضبط هذا السلوك وفقا للصلاحيات والمسؤوليات المعطاة له.
- السلوك الإنساني: ويهتم بدراسة سلوكيات الافراد داخل المجتمع ككل
- السلوك الإداري: ويهتم بدراسة سلوك رجال الإدارة في كافة المستويات داخل المنظمات المختلفة.

## تعريف
وتظهر البحوث أن العلاقات المتبادلة والتعقيدات تكمن وراء ما يبدو تعرف ببساطة مصطلح اتجاهات الوظيفة. تاريخ طويل من الأبحاث داخل التوجهات الوظيفية تشير إلى إنه لايوجد تعريف مشترك متفق عليه.
هناك على حد سواء الجوانب المعرفية والوجدانية، التي لا ينبغي أن تكون تراسل بعضها البعض.

## الأنواع

### العالمية
التوجهات الوظيفة العالمية إنها التوجهات المتطورة نحو الوظيفة من خلال المنظمة والبيئة العملية، والتصرف العاطفي، واتخاذ التدابير الإجمالية لخصائص العمل والبيئة الاجتماعية. وهم يعتمدون على المجموع الكلي الواسع من ظروف العمل. في الواقع، كما ترتبط التوجهات الوظيفة بشكل وثيق مع المزيد من القياسات العالمية للحياة الراضية.

### أنواع أخرى
1. الانغماس الوظيفي: تحديد وظيفة واحدة، والمشاركة بنشاط في ذلك واعتبار الأداء الضروري القيمة الذاتية.[5]
2. الالتزام التنظيمي: تحديد منظمة معينة وأهدافها، والتي ترغب في الحفاظ على عضويتها في المؤسسة.[5]
3. إدراك الدعم التنظيمي (POS): الدرجة التي تشعر موظفي منظمة تهتم برفاهيتهم.[5]
4. التزام الموظف: مشاركة الفرد، ارتياحه، الحماس للمنظمة.[5]

## الفعالية
الرضا الوظيفي العاطفي هو البناء الفريد وتتألف من الشعور العاطفي الكلي عن العمل ككل أو بشكل عام. يتم قياس الرضا الوظيفي العاطفي ببنود تتناول إلى أي مدى انفعال الأفراد بصورة ذاتية ومعجبون بوظائفهم عموما،

## وجه الرضا الوظيفي
ويشير وجه الرضا الوظيفي للشعور عن جوانب الوظيفة المحددة، مثل الرواتب والفوائد والعلاقات بالزملاء في العمل